# Le sette folgori di Assur
Le sette folgori di Assur è un film peplum del 1962 di Silvio Amadio.

## Trama
La bella Mirra subisce il tragico evento dell'uccisione dei genitori sotto i suoi occhi da parte degli Assiri. Condotta da Sardanapalo, la ragazza viene protetta e tra lei e il principe Shammash nasce l'amore, ma anche il re prova qualcosa per lei.